# Campionat de Catalunya de Clubs de curses de muntanya de 2011
La quarta edició del Campionat de Catalunya de Clubs de curses de muntanya es disputà el 17 de juliol de 2011 a la 6a Clàssica Olla de Núria, una prova de 21,5 km i 3.880 m de desnivell acumulat.
La cursa es va dur a terme a la Vall de Núria, amb sortida i arribada al Santuari de Núria de Queralbs (Ripollès), fent una volta al circuit de l'Olla de Núria: Puigmal, Pic de Finestrelles, Pic d'Eina, Pic de Noufonts, Pic de Noucreus, Pic de la Fossa del Gegant i Pic de l'Àliga. La prova fou organitzada per la Unió Excursionista de Vic i supervisada per la Federació d'Entitats Excursionistes de Catalunya (FEEC). Paral·lelament, la cursa puntuava com la quarta cursa de la 2a Copa Internacional de curses de muntanya (Mountain Running International Cup, MNRIC).

## Resultats
| Associació Esportiva Diedre |

| AE Mountain Runners del Berguedà |

| Unió Excursionista de Vic |

### Resultats individuals
| Pos.              | Corredor              | Club               | Temps   |
| ----------------- | --------------------- | ------------------ | ------- |
| Medalla d'or      | Ionut Zinza           | CSU Craiova        | 2:15:14 |
| Medalla de plata  | Luis Alberto Hernando | Selecció aragonesa | 2:16:59 |
| Medalla de bronze | Miguel Caballero      | Selecció aragonesa | 2:17:14 |

| Pos.              | Corredora       | Club              | Temps   |
| ----------------- | --------------- | ----------------- | ------- |
| Medalla d'or      | Mireia Miró     | Salomon Santiveri | 2:36:00 |
| Medalla de plata  | Ester Hernández | CE Súria          | 2:56:09 |
| Medalla de bronze | Laura Orgué     | Salomon Santiveri | 2:57:12 |